# ديستني (لعبة فيديو)
ديستني (بالإنجليزية: Destiny)‏ ، هي لعبة فيديو تصويب من منظور الشخص الأول تلعب متصلة بالأنترنت في عالم مفتوح خيالي عملي مستمر أفتراضي. اللعبة من تطوير بنجي ونشر بواسطة أكتفجن كجزء من صفقة نشر مدتها 10 سنوات. صدرت ديستني في 9 سبتمبر 2014 على منصات بلاي ستيشن 3 وبلاي ستيشن 4 وإكس بوكس 360 وإكس بوكس ون.
أحداث اللعبة تقع بعد 700 سنة في المستقبل بعد فترة مزدهرة من الاستكشاف والسلام والتقدم التكنولوجي تعرف بالعصر ذهبي. في كون ما انتشر فيه البشر واستعمروا الكواكب في النظام الشمسي، إلى أن جاء حدث يدعى «الانهيار» (the Collapse)، رأى انحلال غامض لهذه المستعمرات ونهاية العصر الذهبي والبشرية تترنح على حافة الانقراض. الناجون المعلومين الوحيدون من الانهيار يعيشون على الأرض، أولئك الذين تم إنقاذهم من قبل «الرحال» (The Traveler)، جرم سماوي أبيض كروي والذي بسبب ظهوره قبل قرون تمكن البشر من الوصول إلى النجوم. الرحالة يحوم الآن فوق آخر مدينة امنة على الأرض، ووجوده يعطي «الحراس» (the Guardians — المدافعين عن المدينة — قدرة على ممارسة قوة غامضة، تعرف ب«الضوء» (The Light).

## نوعية اللعبة
لعبة ديستني هي لعبة تصويب من منظور الشخص الأول، لعبة فيديو جماعية. حيث تسمح للاعب بتقمص دور الشخصية الرئيسية في اللعبة كما تتيح إمكانية التواصل مع اللاعبين من خلال لعب العديد من المهام والأنشطة المختلفة في اللعبة بلاعبين أو ثلاث أو أربعة حتى ستة. في اللعبة يمكن للاعب اما ان يلعب ضد الأعداء الخاصين باللعبة أو ضد لاعبين أخرين أو ما يعرف ب (لاعب ضد لاعب). لهذه المزايا يحتاج اللاعب إلى بلايستيشن بلاس. عند البدء بالعب يقوم اللاعب باختيار فصيلته أو نوعه فإما أن يكون بشري أو اكسو أو أوكين ثم يختار رتبته فإما أن يكون من بين ثلاثة: (تسمح اللعبة بتكوين ثلاث حسابات مختلفة مما يجعل اللاعب قادر على تجربة الثلاثة)
- الصياد: يتمتعون بسرعة عالية في الضغط على الزناد والقنص كما أنهم مميزون في استعمال السكين والسيوف ومخاطرون بشكل كبير في المعارك.
- التايتن: يتمتعون بضربات قوية ذات فعالية هائلة وفي الحماية هم الأفضل والضرب عن قرب فهم دائما في الصفوف الامامية في المعارك.
- المشعوذ: يتمتعون بقوة خارقة قوية ومفيدة عند اللعب عن بعد كما يمكنهم القفز لأماكن بعيدة ومرتفعة وهم الأذكى في المناورة (الكثير من اللاعبين يفضلون هذه الرتبة).

بعد ذلك يبدأ اللاعب بلعب القصة الأصلية للعبة في أجواء حماسية غامضة ومميزة

## وصلات خارجية
- ديستني على موقع IMDb (الإنجليزية)

- الموقع الرسمي
- Destiny at Bungie.net